# 徐忠 (宣德進士)
徐忠 （1390年—1449年），字仕信，四川保寧府劒州江油縣人，民籍，治《書經》。

## 生平
十一月二十四日生，行二。由縣學生中式四川鄉試第二十三名舉人，會試中式第九十三名。年四十一歲中式宣德五年庚戌科第三甲第六十一名進士。

## 家族
曾祖徐文惠；祖徐友敬；父徐志仁；母李氏。永感下，妻苟氏，兄順。